# Vicent Sorribes i Gramatge
Vicent Sorribes i Gramatge (València, 1903 - ibíd., 1986) va ser un eclesiàstic i escriptor valencià. Rector de Rocafort des del 1942, fou un dels primers i més decidits defensors de la litúrgia en valencià al País Valencià. Publicà tres edicions del seu Eucologi valencià (1951) i els opuscles La devoció a sant Roc, La missa del poble (1959), Set diumenges de sant Josep (1973) i Salve sancta parens. En Jaume el Conqueridor i sa devoció a la Verge Maria (1954). Col·laborà a Gorg, Sao i Serra d'Or.

## Biografia
Fill de Vicent Sorribes Llopis, de Torís, i de Teodora Gramatge Àngel, de La Font de la Figuera, els quals eren botiguers a València, quan ell nasqué al carrer Borrull. La família, però, aviat marxà al poble natal del pare, on regentaren una botiga de teixits. El matrimoni tingué sis fills: Purificació, Consolació, Maria Dolors, Empar, Miquel i Vicent, que van créixer en un ambient familiar de sincer sentiment religiós.
Fou un jove malatís que passava bona part del temps al llit, guarint-se de la seua delicada salut. De ben menut despertà la seua vocació religiosa ingressant al Seminari de Sant Josep de València, anomenat «dels pobres», on el seu pare, per falta de mitjans, el portava cada setmana des de Torís en bicicleta. Més enllà de les matèries teològiques al Seminari començà a interessar-se per l'estudi de les lletres i les humanitats.
El 1930, finalitzats els estudis al Seminari, cantà la seua primera missa a Torís. Com era la pràctica a l'època, oficiava la missa en llatí i administrava els sagraments en castellà. El 1935, sent rector a la parròquia de Serra, assistí a un malalt que no l'entenia en castellà. A partir d'aquest moment pren consciència de la necessitat de fer la predicació i la catequesi en valencià, i es posa a aprendre la llengua de manera autodidacta.
Durant la Guerra Civil va haver de fugir de Serra, amagant-se successivament a Llombai i l'Alcúdia. Malgrat que els piquets de Torís espoliaren i cremaren tots els bens de la seua família i amenaçaren de matar a la mare i una germana, ningú va delatar-lo.
El 1942 esdevingué rector de la parròquia de Rocafort. Com a incansable defensor del valencià i de la introducció d'aquest en la litúrgia de la Comunitat Valenciana, des del 1950 feia les misses en valencià, tot i moure’s en el context del franquisme, que dificultava molt l'ús de la pròpia llengua.
El 1955 fou nomenat cronista oficial de Rocafort, i com a tal és autor de la Monografia històrica de Rocafort (1956)
Durant aquests anys continuà perfeccionant el seu valencià estudiant als cursos organitzats per Lo Rat Penat, dirigits per Carles Salvador. Al cap d'uns anys, ell mateix arribaria a ser-ne el director, i elegit, també, Mestre en Gai Saber.
Va treballar també per la traducció al valencià dels textos litúrgics. Fruit d'aquest treball colossal, sortí publicat el 1951 la seua primera gran obra, Eucologi. Missal Valencià on hi col·laborà l'arquebisbe Marcel·lí Olaechea. Així mateix, publicà altres obres pròpies, d'entre les quals destaquen Catecisme de la doctrina cristiana (1955), La devoció a Sant Roc, La Missa del Poble (1959), Set diumenges de Sant Josep (1973) i Salve Sancta Parens. En Jaume el Conqueridor i sa devoció a la Verge Maria (1954). Com a escriptor va col·laborar, també, amb diversos articles a revistes com Gorg, Saó i Serra d'Or.

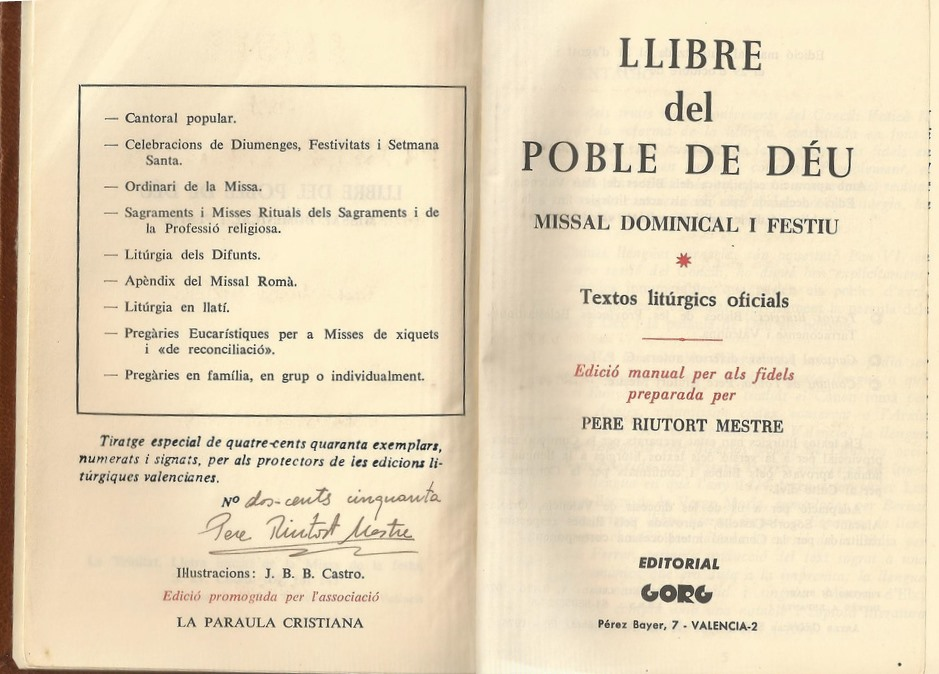
Exemplar amb signatura autògrafa

El 1963, el Concili Vaticà II acceptà que s'utilitzessen les llengües pròpies en les cerimònies religioses. Així, es permetia, com comunicà la diòcesi en carta pastoral Lengua latina, lenguas vernáculas y liturgia al 1966, l'ús del valencià tant en la missa com en l'administració dels sagraments o en d'altres parts de la Litúrgia. Tot i així, el canvi no es començà a implantar fins al 1973, quan es començaren a elaborar els textos litúrgics amb la creació d'una comissió específica, dirigida pel pare Pere Riutort i anomenada Comissió Interdiocesana Valentina. Mossèn Sorribes formà part de dita comissió, al costat d'altres destacats defensors del valencià d'aquells anys, com Josep Gea Escolano, Lluís Alcon Edo, Josep Alminyana Valles, Josep Amengual i Batle, Francesc de Borja Banyuls, Josep Antoni Berenguer Cerdà, Martí Domínguez Barberà, Vicent Faus Beltran, Francesc Ferrer Pastor, Avel·lí Flors Bonet, Pere Llabrés, Beatriu Civera, Francesc de Borja Moll, Robert Moròder Molina, Manuel Sanchis Guarner, Joan Segura de Lago, Joan Senent Anaya, Xavier Casp o Enric Valor.
El resultat de la feina feta per la comissió sortí a la llum el 1975, sota el títol Llibre del Poble de Déu. Tanmateix, s'originà una forta campanya d'oposició a la introducció del valencià a la litúrgia i de boicot anticatalanista. Degut a les pressions, les autoritats eclesiàstiques ajornaren la posada en pràctica dels nous textos.
El 1986, a la seua mort, mossèn Sorribes deixà un intents llegat de defensa del valencià, en un context molt difícil i en una institució tant profundament castellanitzada com era, en l'època que li tocà viure, l'Església Catòlica.